# Milczenie owiec (powieść)
Milczenie owiec (ang. Silence of the Lambs) – wydana w 1988 roku powieść Thomasa Harrisa, amerykańskiego twórcy thrillerów psychologicznych. Jest kontynuacją Czerwonego smoka (wydanego w 1981), który wzbudził niezwykłe zainteresowanie czytelników. Powieść przetłumaczył na język polski Andrzej Szulc.

## Fabuła
Studentka Akademii FBI, Clarice Starling, otrzymuje od Jacka Crawforda, szefa Sekcji Behawioralnej, propozycję odwiedzenia z kwestionariuszem psychologicznym seryjnego mordercy-kanibala, doktora Hannibala Lectera, przebywającego w szpitalu psychiatrycznym zarządzanym przez Fredericka Chiltona. Doktor odmawia współpracy, daje jednak Starling wskazówkę, dotyczącą sprawy Buffalo Billa (seryjnego mordercy młodych kobiet, który obdziera swoje ofiary ze skóry).
Crawford decyduje się włączyć dziewczynę do prowadzonego przez jego sekcję śledztwa: zabiera ją na oględziny najnowszej ofiary Billa, znalezionej w Wirginii Zachodniej. Starling, wykonując zdjęcia, znajduje w ciele denatki owada. Pracownicy Instytutu Smithsona identyfikują go jako ćmę o nazwie trupia główka (łac. Acherontia styx).
W międzyczasie porwana zostaje Catherine Martin, córka senator stanu Tennessee. Crawford, porozumiawszy się z Alanem Bloomem, specjalistą od seryjnych morderstw, dochodzi do wniosku, że dziewczynie zostały tylko trzy dni życia. Nakazuje Clarice ponownie porozmawiać z Lecterem, w nadziei na szybkie zidentyfikowanie sprawcy. Chcąc skłonić mordercę do współpracy, za pośrednictwem Starling przedstawia mu ofertę (rzekomo pochodzącą od senator Martin), która umożliwiłaby mu przeniesienie się do więzienia zarządzanego przez władze federalne.
Hannibal Lecter informuje Starling, że Buffalo Bill uważa siebie za transseksualistę, ale nim nie jest. Starał się także złożyć podanie o zmianę płci, ale zostało ono odrzucone. Clarice dowiaduje się, jak wyglądały testy rozwiązane przez Billa i do którego z ośrodków zmiany płci mógł się zwrócić. Wszystkie informacje zostają przekazane Crawfordowi, który usiłuje odnaleźć mężczyznę wskazanego przez Lectera.
Chilton dzwoni do senator Martin, by zapytać o jej ofertę dla Lectera. Okazuje się, że senator nic o tym nie wie. Szef szpitala proponuje jej nowy układ: w jego wyniku Lecter zostaje przetransportowany do Memphis i osobiście odpowiada na pytania matki Catherine. Kobieta dowiaduje się, że władze powinny szukać Williama „Billy’ego” Rubina, jednego z pacjentów Lectera.
Clarice po raz kolejny decyduje się odwiedzić Lectera, tym razem w Memphis. Doktor oddaje jej akta na temat Buffalo Billa i wysłuchuje ostatniej części opowieści Clarice o jej dzieciństwie.
Wkrótce potem Lecter ucieka z Memphis, zabijając po drodze 5 osób. Clarice, ze względu na konieczność kontynuowania nauki w Akademii, zostaje odsunięta od sprawy przez Crawforda. Mimo to wymusza na nim zgodę na odwiedzenie domu Frederiki Bimmel (pierwszej ofiary Billa), ponieważ sądzi, że morderca mógł mieszkać w tej samej miejscowości. W czasie rekonesansu odbiera telefon od Jerry’ego Burroughsa z FBI: informuje ją, że Buffalo Bill to najprawdopodobniej Jame Gumb, mieszkaniec Calumet City, i że wysłano do jego domu brygadę specjalną. Mimo to Clarice nie rezygnuje ze swojej misji i, po rozmowie z osobami znającymi Frederikę, znajduje dom, zamieszkany przez mężczyznę, przedstawiającego się jako Jack Gordon. W czasie rozmowy z nim Starling dostrzega trupią główkę i nabiera pewności, że ma przed sobą Jame'a Gumba alias Buffalo Billa. Po pościgu w piwnicach Gumb zostaje zastrzelony przez Clarice. Dziewczyna znajduje Catherine Martin w studni i wzywa na pomoc policję.